# Etape Bornholm
Etape Bornholm er et Bornholmsk etapeløb, hvor man løber en maraton (42.195 km) på 5 dage på 5 etaper. De 5 etaper er fordelt over Bornholms forskelligeartede natur, som fx den hvide sandstrand Dueodde, skovene i Almindingen og de stejle klipper nær Hammershus. Sidste etape slutter på Rønne Stadion. Løbet har været udsolgt længe før arrangementets start både i 2010 og 2011. Til løbet er der deltagelse af både eliteløbere og motionister. 
Løbet har en samlet præmiesum på 250.000 kr, hvilket betyder at der tit kommer udenlandske profiler og henter store summer penge. De bedste danskere i de senete par år har været Jesper Faurschou, Dennis Jensen og Christian Olsen, og for kvinder har det været Anna Holm Jørgensen og Maria Sig Møller.
- For børn bliver der afholdt et tredages børneløb.

- Løbet bliver hvert år dækket massivt af TV 2/Bornholm.

- Løbet arrangeres af Viking Atletik.

For herrerne har vinderne af Etape Bornholm gennem tiderne været:
| År   | Mænd                       | Klub           | Nettotid |
| ---- | -------------------------- | -------------- | -------- |
| 1994 | Kåre Sørensen (DEN)        | SNIK           |          |
| 1995 | Asger N. Hansen (DEN)      | FIF            |          |
| 1996 | Kåre Sørensen (DEN)        | SNIK           |          |
| 1997 | Henrik Lau (DEN)           | Odense Atletik |          |
| 1998 | Jacob Kirwa (KEN)          |                |          |
| 1999 | Kipruto Tanui (KEN)        |                |          |
| 2000 | Sunni Thelmark             | O.A/OGF        |          |
| 2001 | John Rotich (KEN)          |                |          |
| 2002 | Samuel Mayo (KEN)          |                |          |
| 2003 | Christian Olsen (DEN)      | Sparta         |          |
| 2004 | Christian Olsen (DEN)      | Sparta         |          |
| 2005 | Christian Olsen (DEN)      | Sparta         |          |
| 2006 | Dennis Jensen (DEN)        | Sparta         |          |
| 2007 | Francis Kirwa (FIN)        |                |          |
| 2008 | Obed Kipkurui              | Sjundeå IF     |          |
| 2009 | Jesper Faurschou (DEN)     | Herning        |          |
| 2010 | Obed Kipkurui              | Sjundeå IF     |          |
| 2011 | Jussi Utriainen            | Lahden Ahkera  |          |
| 2012 | Henrik Them Andersen (DEN) | Sparta         |          |
| 2013 | Abdi-Hakin Ulad (DEN)      | Korsør AM      | 02:11:34 |
| 2014 |                            |                |          |